# Dutch Open 2004 - Qualificazioni singolare
Le qualificazioni del singolare  del Dutch Open 2004 sono state un torneo di tennis preliminare per accedere alla fase finale della manifestazione. I vincitori dell'ultimo turno sono entrati di diritto nel tabellone principale. In caso di ritiro di uno o più giocatori aventi diritto a questi sono subentrati i lucky loser, ossia i giocatori che hanno perso nell'ultimo turno ma che avevano una classifica più alta rispetto agli altri partecipanti che avevano comunque perso nel turno finale.
Le qualificazioni del torneo Dutch Open 2004 prevedevano 32 partecipanti di cui 4 sono entrati nel tabellone principale.

## Teste di serie
1. Alejandro Falla (Qualificato)
2. Santiago Ventura (ultimo turno)
3. Jiří Vaněk (Qualificato)
4. Peter Luczak (Qualificato)

1. Tomáš Cakl (primo turno)
2. Diego Veronelli (primo turno)
3. Jean-Christophe Faurel (primo turno)
4. Nicolas Devilder (secondo turno)

## Qualificati
1. Alejandro Falla
2. Michał Przysiężny

1. Jiří Vaněk
2. Peter Luczak

## Tabellone

### Legenda
| - Q = Qualificato - WC = Wild card - LL = Lucky loser | - ALT = Alternate - SE = Special Exempt - PR = Protected Ranking | - w/o = Walkover - r = Ritirato - d = Squalificato |

### Sezione 1
|  | Primo turno         | Primo turno               | Primo turno               | Primo turno | Primo turno |  |  | Secondo turno             | Secondo turno             | Secondo turno    | Secondo turno | Secondo turno |   |   | Ultimo turno | Ultimo turno    | Ultimo turno    | Ultimo turno | Ultimo turno |  |
|  |                     |                           |                           |             |             |  |  |                           |                           |                  |               |               |   |   |              |                 |                 |              |              |  |
|  | 1                   | Alejandro Falla           | 7                         | 3           | 6           |  |  |                           |                           |                  |               |               |   |   |              |                 |                 |              |              |  |
|  |                     | Juan Antonio Marín        | 6                         | 6           | 1           |  |  | 1                         | Alejandro Falla           | Alejandro Falla  | 7             | 6             |   |   |              |                 |                 |              |              |  |
|  | Denis Gremelmayr    | Denis Gremelmayr          | Denis Gremelmayr          | 6           | 6           |  |  |                           | Denis Gremelmayr          | Denis Gremelmayr | 62            | 2             |   |   |              |                 |                 |              |              |  |
|  | Holger Fischer      | Holger Fischer            | Holger Fischer            | 3           | 3           |  |  |                           |                           |                  |               |               |   |   | 1            | Alejandro Falla | Alejandro Falla | 6            | 6            |  |
|  | Fred Hemmes         | Fred Hemmes               | Fred Hemmes               | 6           | 6           |  |  |                           |                           |                  | Fred Hemmes   | Fred Hemmes   | 3 | 4 |              |                 |                 |              |              |  |
|  | Marc-Kevin Goellner | Marc-Kevin Goellner       | Marc-Kevin Goellner       | 3           | 1           |  |  | Fred Hemmes               | Fred Hemmes               | 6                | 1             | 7             |   |   |              |                 |                 |              |              |  |
|  |                     | Francisco Fogues-Domenech | Francisco Fogues-Domenech | 6           | 6           |  |  | Francisco Fogues-Domenech | Francisco Fogues-Domenech | 4                | 6             | 68            |   |   |              |                 |                 |              |              |  |
|  | 7                   | Jean-Christophe Faurel    | Jean-Christophe Faurel    | 2           | 4           |  |  |                           |                           |                  |               |               |   |   |              |                 |                 |              |              |  |

### Sezione 2
|  | Primo turno          | Primo turno          | Primo turno          | Primo turno | Primo turno |  |  | Secondo turno        | Secondo turno        | Secondo turno    | Secondo turno     | Secondo turno |   |   | Ultimo turno | Ultimo turno     | Ultimo turno | Ultimo turno | Ultimo turno |  |
|  |                      |                      |                      |             |             |  |  |                      |                      |                  |                   |               |   |   |              |                  |              |              |              |  |
|  | 2                    | Santiago Ventura     | 65                   | 6           | 6           |  |  |                      |                      |                  |                   |               |   |   |              |                  |              |              |              |  |
|  |                      | Jaroslav Levinský    | 7                    | 3           | 2           |  |  | 2                    | Santiago Ventura     | Santiago Ventura | 6                 | 7             |   |   |              |                  |              |              |              |  |
|  | Edwin Kempes         | Edwin Kempes         | Edwin Kempes         | 6           | 6           |  |  |                      | Edwin Kempes         | Edwin Kempes     | 3                 | 65            |   |   |              |                  |              |              |              |  |
|  | Matwé Middelkoop     | Matwé Middelkoop     | Matwé Middelkoop     | 4           | 0           |  |  |                      |                      |                  |                   |               |   |   | 2            | Santiago Ventura | 4            | 6            | 4            |  |
|  | Melvyn Op Der Heijde | Melvyn Op Der Heijde | Melvyn Op Der Heijde | 7           | 6           |  |  |                      |                      |                  | Michał Przysiężny | 6             | 2 | 6 |              |                  |              |              |              |  |
|  | Jesse Huta Galung    | Jesse Huta Galung    | Jesse Huta Galung    | 65          | 1           |  |  | Melvyn Op Der Heijde | Melvyn Op Der Heijde | 6                | 3                 | 4             |   |   |              |                  |              |              |              |  |
|  |                      | Michał Przysiężny    | 4                    | 6           | 6           |  |  | Michał Przysiężny    | Michał Przysiężny    | 4                | 6                 | 6             |   |   |              |                  |              |              |              |  |
|  | 5                    | Tomáš Cakl           | 6                    | 2           | 4           |  |  |                      |                      |                  |                   |               |   |   |              |                  |              |              |              |  |

### Sezione 3
|  | Primo turno       | Primo turno       | Primo turno     | Primo turno | Primo turno |  |  | Secondo turno | Secondo turno     | Secondo turno     | Secondo turno | Secondo turno |   |   | Ultimo turno | Ultimo turno | Ultimo turno | Ultimo turno | Ultimo turno |  |
|  |                   |                   |                 |             |             |  |  |               |                   |                   |               |               |   |   |              |              |              |              |              |  |
|  | 3                 | Jiří Vaněk        | Jiří Vaněk      | 6           | 6           |  |  |               |                   |                   |               |               |   |   |              |              |              |              |              |  |
|  |                   | Robin Haase       | Robin Haase     | 4           | 2           |  |  | 3             | Jiří Vaněk        | Jiří Vaněk        | 6             | 6             |   |   |              |              |              |              |              |  |
|  | Vasilīs Mazarakīs | Vasilīs Mazarakīs | 1               | 6           | 6           |  |  |               | Vasilīs Mazarakīs | Vasilīs Mazarakīs | 1             | 3             |   |   |              |              |              |              |              |  |
|  | Paul Logtens      | Paul Logtens      | 6               | 4           | 3           |  |  |               |                   |                   |               |               |   |   | 3            | Jiří Vaněk   | Jiří Vaněk   | 6            | 6            |  |
|  | Željko Krajan     | Željko Krajan     | Željko Krajan   | 6           | 6           |  |  |               |                   |                   | Željko Krajan | Željko Krajan | 2 | 3 |              |              |              |              |              |  |
|  | Maximilian Abel   | Maximilian Abel   | Maximilian Abel | 2           | 4           |  |  |               | Željko Krajan     | Željko Krajan     | 6             | 6             |   |   |              |              |              |              |              |  |
|  | 8                 | Nicolas Devilder  | 6               | 1           | 6           |  |  | 8             | Nicolas Devilder  | Nicolas Devilder  | 2             | 2             |   |   |              |              |              |              |              |  |
|  |                   | Solon Peppas      | 3               | 6           | 2           |  |  |               |                   |                   |               |               |   |   |              |              |              |              |              |  |

### Sezione 4
|  | Primo turno    | Primo turno       | Primo turno       | Primo turno | Primo turno |  |  | Secondo turno  | Secondo turno  | Secondo turno  | Secondo turno  | Secondo turno  |   |   | Ultimo turno | Ultimo turno | Ultimo turno | Ultimo turno | Ultimo turno |  |
|  |                |                   |                   |             |             |  |  |                |                |                |                |                |   |   |              |              |              |              |              |  |
|  | 4              | Peter Luczak      | Peter Luczak      | 7           | 7           |  |  |                |                |                |                |                |   |   |              |              |              |              |              |  |
|  |                | Jean-Julien Rojer | Jean-Julien Rojer | 5           | 64          |  |  | 4              | Peter Luczak   | Peter Luczak   | 6              | 6              |   |   |              |              |              |              |              |  |
|  | Jeroen Masson  | Jeroen Masson     | Jeroen Masson     | 6           | 6           |  |  |                | Jeroen Masson  | Jeroen Masson  | 4              | 0              |   |   |              |              |              |              |              |  |
|  | Dusan Karol    | Dusan Karol       | Dusan Karol       | 3           | 3           |  |  |                |                |                |                |                |   |   | 4            | Peter Luczak | Peter Luczak | 6            | 6            |  |
|  | Bram Ten Berge | Bram Ten Berge    | 6                 | 4           | 6           |  |  |                |                |                | Ladislav Švarc | Ladislav Švarc | 3 | 1 |              |              |              |              |              |  |
|  | Mark Logger    | Mark Logger       | 3                 | 6           | 3           |  |  | Bram Ten Berge | Bram Ten Berge | Bram Ten Berge | 2              | 2              |   |   |              |              |              |              |              |  |
|  |                | Ladislav Švarc    | 2                 | 6           | 6           |  |  | Ladislav Švarc | Ladislav Švarc | Ladislav Švarc | 6              | 6              |   |   |              |              |              |              |              |  |
|  | 6              | Diego Veronelli   | 6                 | 3           | 3           |  |  |                |                |                |                |                |   |   |              |              |              |              |              |  |